# Dacrydium elatum
Dacrydium elatum är en barrträdart som först beskrevs av William Roxburgh, och fick sitt nu gällande namn av Nathaniel Wallich och John Claudius Loudon. Dacrydium elatum ingår i släktet Dacrydium, och familjen Podocarpaceae. IUCN kategoriserar arten globalt som livskraftig. Inga underarter finns listade i Catalogue of Life.

## Bildgalleri

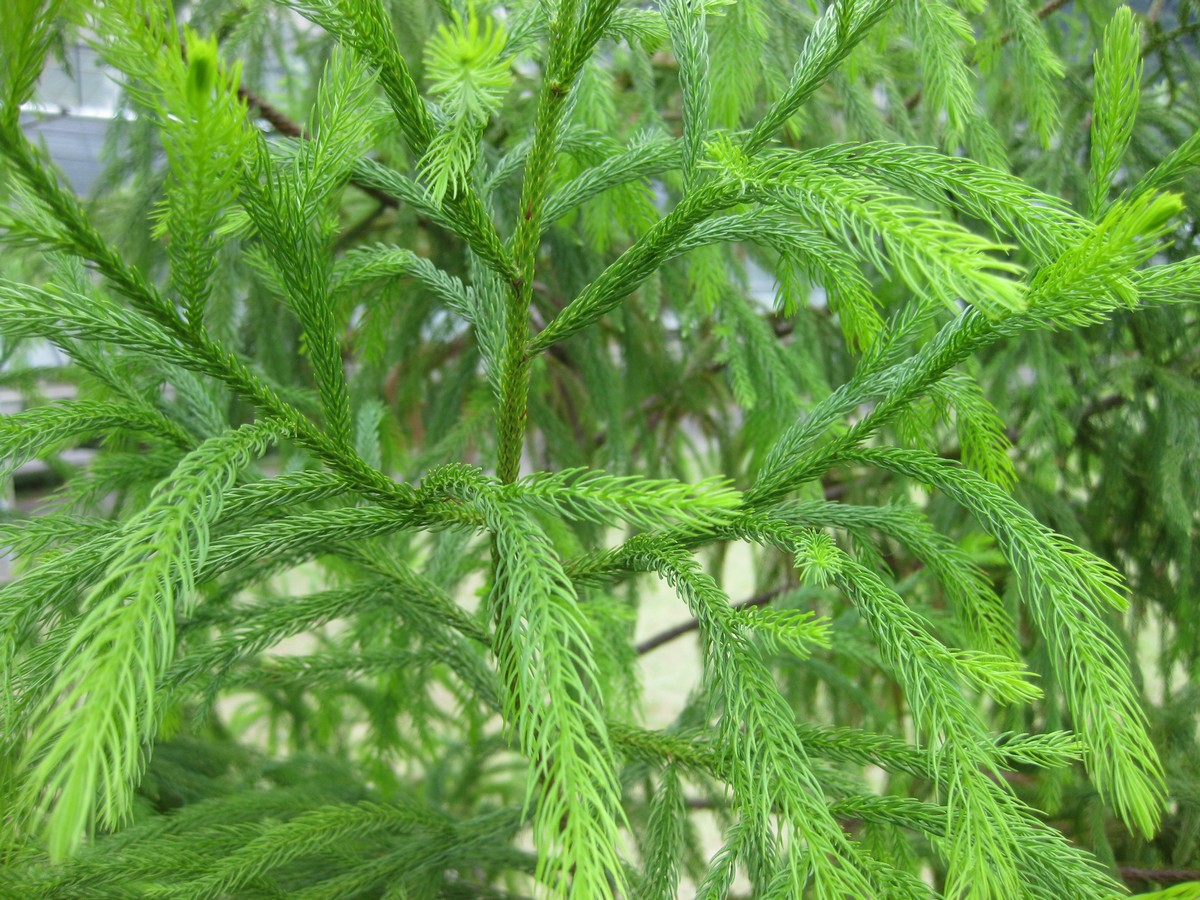